# カテルィーナ・モンズール
カテルィーナ・ ヴォロディミリフナ・モンズール （ウクライナ語: Катерина Володимирівна Монзуль 、英語: Kateryna Volodymyrivna Monzul、1981年7月5日 - ）は、ウクライナ・ハルキウ出身のサッカー審判員。

## 来歴
国立ハルキウ都市経済大学で建築と都市計画の学位を取得した後、2005年9月の最初の国際試合である2007 FIFA女子ワールドカップ欧州予選・フィンランド対ポーランドを担当。彼女はUEFA欧州女子選手権2009決勝トーナメントで初めて審判を担当し、2011年のワールドカップでは第四の審判員を務めた。
2013年には主要国参加大会の決勝トーナメントとして初めて、UEFA欧州女子選手権2013準決勝・ノルウェー対デンマークの試合を担当。翌2014年はUEFA女子チャンピオンズリーグ2013-14決勝を担当。同年、彼女は国際サッカー歴史統計連盟（IFFHS）の世界最高の女性審判の投票で、ビビアナ・シュタインハウスに次ぐ2番目の票を得た。
モンズールは2015 FIFA女子ワールドカップの開幕戦・カナダ対中国の試合を担当、後半アディショナルタイムにカナダにPKを与える判定を下し、物議を醸した。同大会では2015年7月5日に行われた決勝戦・米国対日本も担当した。同年、彼女はIFFHS世界最高の女性審判に選ばれた。
2016年4月3日、モンズールはウクライナプレミアリーグ・チョルノモレツ・オデッサ対ヴォリン・ルーツィクの試合を裁き、男子エリートカテゴリにおけるウクライナで最初の女性審判となった。
2017年6月、モンズールはオランダで開催されたUEFA欧州女子選手権2017の審判員に任命された。
2018年12月3日、モンズールがフランスで開催された2019 FIFA女子ワールドカップの審判に任命されたことが発表された。ラウンド16の終了後、FIFAは、トーナメントの最後の8試合で試合に割り当てられる11人の審判の1人としてモンズールが選ばれたことを発表した。
2020年11月、彼女は、男子の国際試合を担当する最初の女性審判チームの一員としてUEFAネーションズリーグ2020-21リーグDグループ2・サンマリノ対ジブラルタルの試合を担当した。また、2021年3月から行われている2022 FIFAワールドカップ・ヨーロッパ予選にも、ステファニー・フラパールと共に女性審判として参加している。

## 表彰
- ウクライナ・プレミアリーグ最優秀審判員： 2019-20 [11]